# Université Drexel
Pour les articles homonymes, voir Drexel.
L’université Drexel (anglais : Drexel University) est une institution universitaire d'enseignement et de recherche située à Philadelphie, en Pennsylvanie, aux États-Unis. L'école fut fondée en 1891 par Anthony J. Drexel, un célèbre financier et philanthrope.

## Histoire
Sa faculté de médecine a été fondée à partir du Collège de médecine pour femmes de Pennsylvanie, premier collège de médecine pour femmes aux États-Unis.

## Personnalités liées à l'université

### Étudiants
- Rafael Ilishayev, promo 2015, le cofondateur de Gopuff
- Richelle Parham, promo 1991, l'ancienne vice-présidente et directrice marketing d'eBay
- Harold Shaub, promo 1939, l'ancienne PDG de la Campbell Soup Company
- Wayne Gattinella, promo 1976, l'ancien PDG de WebMD, David Schlanger
- Earl Lestz, promo 1961, l'ancien président des opérations de Paramount Studios
- Lindsay Walters, promo 2007, le porte-parole adjoint de la Maison Blanche sous Donald Trump
- Peter Mafany Musonge, promo 1967, l'ancien Premier ministre du Cameroun
- Alassane Ouattara, promo 1965, le Président de la Côte d'Ivoire
- Lex Fridman, promo 2014, informaticien, professeur au Massachusetts Institute of Technology (MIT) et présentateur de podcast